# Yan News
YAN News trực thuộc YAN Digital, là một kênh truyền thông trực tuyến cập nhật tin tức, giải trí tổng hợp dành cho giới trẻ tại Việt Nam. 
Năm 2015, YAN News trở thành đối tác chính thức của Facebook và Google. Sau 5 năm hoạt động, YAN News được cấp giấy phép thiết lập trang thông tin điện tử tổng hợp vào ngày 24/4/2017. Hệ thống trang tin điện tử này ngoài website còn phủ sóng truyền thông trên Facebook, Instagram, YouTube và Google Plus.

## Số liệu thống kê 2018
- Website YAN News được thống kê lượt xem cao nhất rơi vào khoảng hơn 5 triệu lượt truy cập/ ngày. Trang tin điện tử này sở hữu 12 chuyên mục tin, gồm: Mlog, Sao, Video, Đời, Trẻ, Chơi, Đẹp, Đỉnh, Mạnh, Khỏe, Nhạc, Phim.
- Facebook: fanpage của YAN News đang sở hữu hơn 16 triệu lượt thích trang. Ngoài các nội dung độc lập, trang fanpage này thường xuyên chia sẻ thông tin từ trang website chính www.yan.vn
- YouTube: Cuối năm 2017, kênh YouTube của YAN News đạt được nút "Play Vàng" với hơn 1.000.000 người theo dõi.